# Connarus fasciculatus
Connarus fasciculatus är en tvåhjärtbladig växtart. Connarus fasciculatus ingår i släktet Connarus och familjen Connaraceae.

## Underarter
Arten delas in i följande underarter:
- C. f. fasciculatus
- C. f. pachyneurus